# SMS Cöln (1916)
SMS Cöln – niemiecki krążownik lekki (według oryginalnej nomenklatury mały krążownik – kleiner Kreuzer) z okresu I wojny światowej, pierwsza jednostka typu Cöln. Został zwodowany 5 października 1916 roku w stoczni Blohm & Voss w Hamburgu. Jego budowę zakończono ponad rok później, w styczniu 1918 r. Wraz z siostrzanym „Dresdenem” były ostatnimi dwoma krążownikami lekkimi zbudowanymi dla Kaiserliche Marine: osiem siostrzanych okrętów zostało złomowanych na różnych etapach budowy. Krążowniki tego typu były powiększoną i ulepszoną wersją typu Königsberg.
Okręt był drugim w historii Kaiserliche Marine noszącym tę nazwę, pierwszy „Cöln” został zatopiony w czasie pierwszej bitwy koło Helgolandu w 1914 roku. Wszedł do służby we flocie niemieckiej dziesięć miesięcy przed zakończeniem I wojny światowej. W rezultacie jego służba była krótka, przez co nie brał udziału w walkach. Uczestniczył w operacjach floty w pobliżu Norwegii, mających na celu zaatakowanie brytyjskich konwojów płynących do Skandynawii, ale nie doszło do spotkania wroga i jednostki wróciły do portu. Krążownik miał uczestniczyć w ostatniej próbie nawiązania walki w ostatnich dniach wojny, ale bunt w Wilhelmshaven zmusił admirałów Reinharda Scheera i Franza von Hippera do odwołania operacji. Okręt został internowany w Scapa Flow i 21 czerwca 1919 roku samozatopiony przez niemiecką załogę wraz z innymi okrętami na rozkaz kontradmirała Ludwiga von Reutera. Podczas gdy wiele jednostek zostało podniesionych z dna, „Cöln” nigdy nie został wydobyty i zezłomowany.

## Opis konstrukcji
„Cöln” miał 155,5 m długości całkowitej (149,8 m na konstrukcyjnej linii wodnej), szerokość 14,2 m oraz zanurzenie 6,01 m na dziobie a 6,43 m na rufie, przy wyporności pełnej 7486 ton. Jego system napędowy składał się z dwóch zespołów turbin parowych typu Marine o łącznej mocy 31 000 KM zasilanych przez osiem kotłów typu Marine opalanych węglem oraz sześć podobnych, opalanych paliwem płynnym. Zapewniał on prędkość maksymalną 27,5 węzła i zasięg około 5500 – 6000 mil morskich przy prędkości ekonomicznej 12 węzłów.
Krążownik był uzbrojony w osiem dział 15 cm SK L/45 na pojedynczych podstawach. Dwa działa były umieszczone obok siebie na pokładzie nadbudówki dziobowej (co odróżniało go od pozostałych jednostek typu), cztery były ulokowane na śródokręciu – po dwa na burcie, dwa w superpozycji na rufie. Działa te strzelały pociskami o wadze 45,3 kg z prędkością wylotową 820 m/s. Przy maksymalnym kącie podniesienia 30° miały donośność 17 600 m. Zapas amunicji wynosił 1040 pocisków, po 130 na działo. „Cöln” był także uzbrojony w trzy działa przeciwlotnicze 8,8 cm L/45 zamontowane na śródokręciu za kominami, jedno z nich zostało zdemontowane w 1918 roku. Uzbrojenie jednostki uzupełniały cztery (po dwie na burcie) zainstalowane na pokładzie na śródokręciu pojedyncze obrotowe wyrzutnie torpedowe kal. 60 cm z zapasem ośmiu torped. Okręt mógł także przewozić do 200 (według innego źródła 120) min morskich. Krążownik był zabezpieczony burtowym pasem pancernym o grubości 60 mm na śródokręciu. Wieża dowodzenia miała ściany pancerne o grubości 100 mm. Płyty pokładu pancernego miały grubość 60 mm.

## Służba
„Cöln” został zamówiony pod prowizoryczną nazwą „Ersatz Ariadne” (jako następca zatopionego w 1915 roku krążownika pancernopokładowego „Ariadne”). Jego stępkę położono w stoczni Blohm & Voss w Hamburgu w 1915 roku (numer stoczniowy 247). Został zwodowany 5 października 1916 roku, wszedł do służby 17 stycznia roku 1918.
Po wejściu do linii pod dowództwem Ericha Raedera (17 stycznia – październik 1918 roku) „Cöln” i później „Dresden” dołączyły do głównych sił floty. Zostały przydzielony do 2. Grupy Rozpoznawczej, wraz z krążownikami „Königsberg”, „Pillau”, „Graudenz”, „Nürnberg” i „Karlsruhe”. Okręty brały udział w operacji głównych sił floty w rejonie Norwegii w dniach 23–24 kwietnia 1918. 1. i 2. Grupy Rozpoznawcze, wraz z 2. Flotyllą Torpedowców, miały zaatakować silnie broniony brytyjski konwój do Norwegii, reszta floty niemieckiej płynęła w odwodzie. Niemcom nie udało się zlokalizować konwoju, który w rzeczywistości przepłynął akwen dzień przed wyjściem z portów floty niemieckiej. W rezultacie admirał Reinhard Scheer przerwał operację i wrócił do portu.
W październiku „Cöln” wraz z resztą 2. Grupy Rozpoznawczej miał prowadzić ostatni atak na brytyjską flotę. „Cöln”, „Dresden”, „Pillau” i „Königsberg” miały atakować statki handlowe w estuarium Tamizy, podczas gdy reszta Grupy miała w celu odciągnięcia brytyjskiej Grand Fleet bombardować cele we Flandrii. Dowódca floty, Großadmiral Reinhard Scheer, zamierzał nie zważając na ewentualne straty zadać jak najwięcej ciosów brytyjskiej flocie, by uzyskać lepszą pozycję negocjacyjną dla Niemiec. Rankiem 29 października 1918 roku został wydany rozkaz wypłynięcia z Wilhelmshaven kolejnego dnia. W nocy 29 października marynarze z pancernika „Thüringen”, a później z innych okrętów zbuntowali się przeciwko tej, w istocie samobójczej, misji. Niepokoje zmusiły Hippera i Scheera do anulowania operacji. Gdy cesarz Wilhelm II został poinformowany o sytuacji, powiedział: „Nie mam już marynarki”.
Po kapitulacji Niemiec w listopadzie 1918 roku większość okrętów głównych sił niemieckich, pod dowództwem kontradmirała Ludwiga von Reutera, została internowana w brytyjskiej bazie marynarki w Scapa Flow. „Cöln” znajdował się wśród internowanych jednostek. W czasie podróży do brytyjskiej bazy kapitan powiadomił dowódcę floty, że jedna z turbin parowych okrętu ma uszkodzony skraplacz. Reuter rozkazał innemu krążownikowi lekkiemu pozostać z uszkodzoną jednostką, w razie gdyby ta wymagała holowania. Pomimo problemów z napędem krążownik dotarł do portu, jako ostatni z okrętów niemieckich. Flota pozostawała zakładnikiem w czasie negocjacji, które zakończyły się traktatem wersalskim. W trakcie pobytu na internowaniu Ludwig von Reuter coraz wyraźniej zdawał sobie sprawę, że powrót choćby części powierzonych mu okrętów do kraju jest niemożliwy. W związku z tym i w obliczu zbliżającego się dnia wygaśnięcia obowiązywania zawieszenia broni, niemiecki dowódca zdecydował się postąpić zgodnie z rozkazem cesarza, mówiącym, że żaden niemiecki okręt nie może się dostać w ręce wroga. Rankiem 21 czerwca brytyjska flota opuściła Scapa Flow, by przeprowadzić manewry. O 11:20 Reuter przekazał rozkaz do swoich jednostek. „Cöln” zatonął o 13:50 i nigdy nie został podniesiony i zezłomowany, w przeciwieństwie do większości okrętów. Jego wrak leży do dziś na dnie Scapa Flow na głębokości około 30 metrów. Jest popularnym obiektem wśród nurków.